# Бюдинген
Бюдинген (в русской литературе по истории Германии принято написание Будинген; нем. Büdingen (Hessen)) — город в Германии, в земле Гессен. Подчинён административному округу Дармштадт. Входит в состав района Веттерау. Население составляет 21 230 человек (на 31 декабря 2010 года). Занимает площадь 122,90 км². Официальный код — 06 4 40 004.
Город подразделяется на 16 городских районов.

## Фотографии

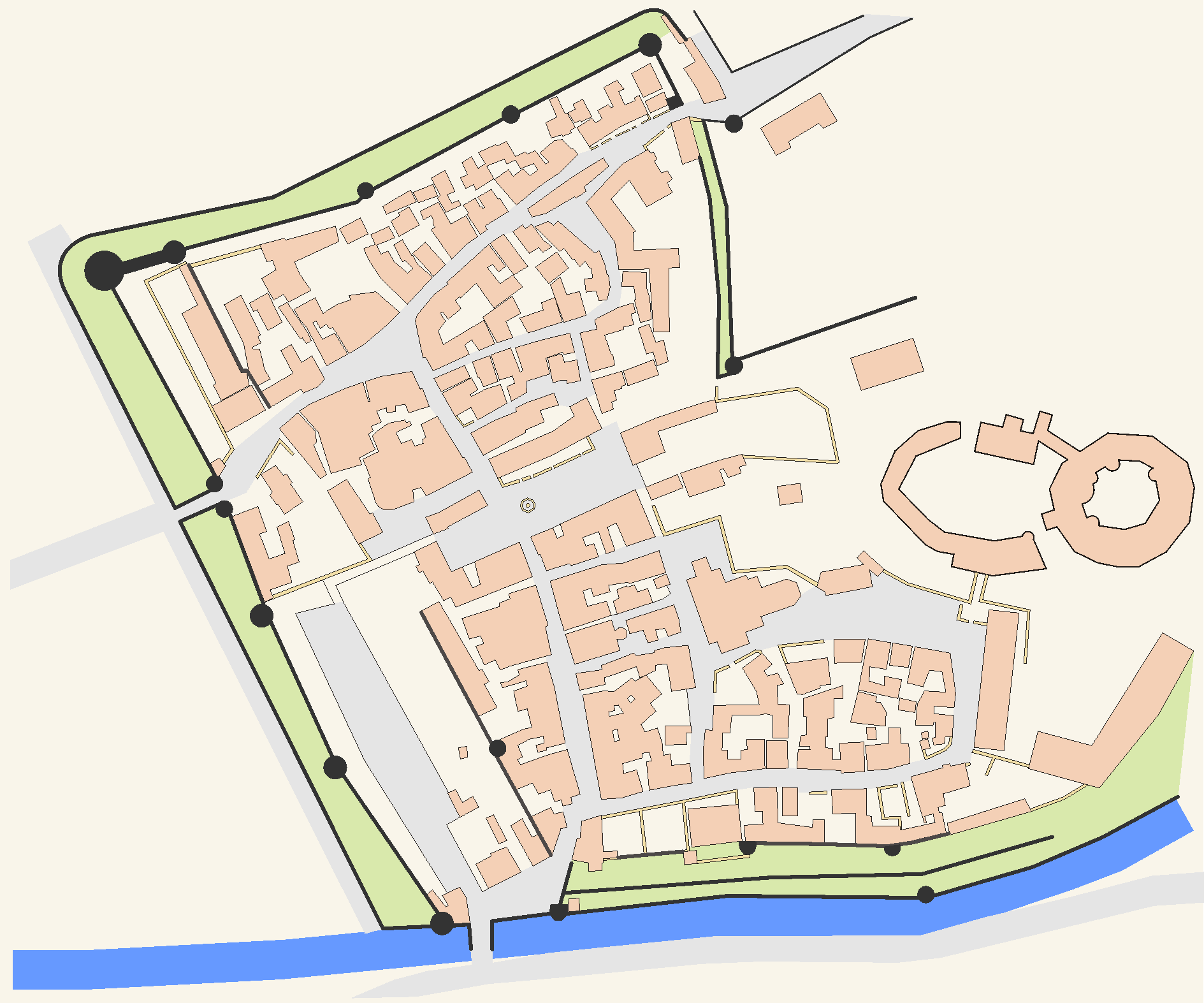
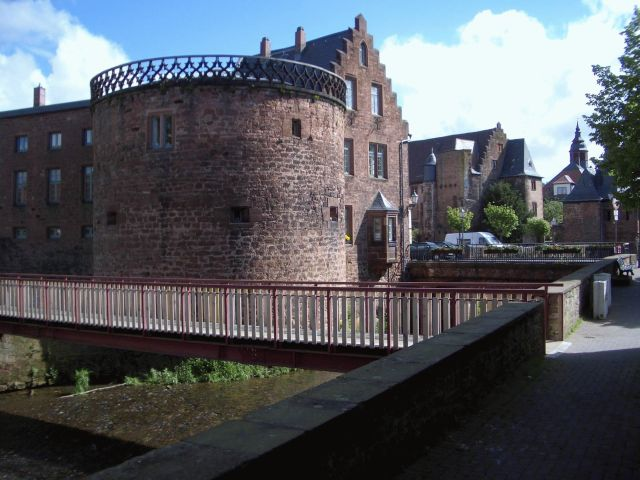
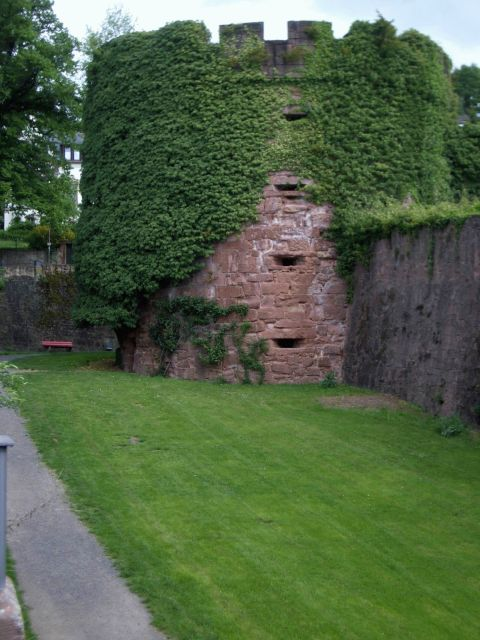
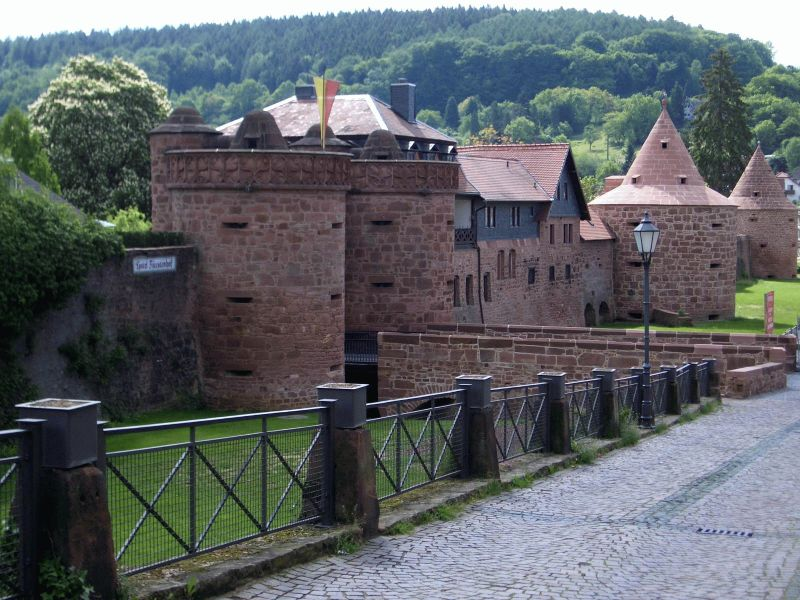
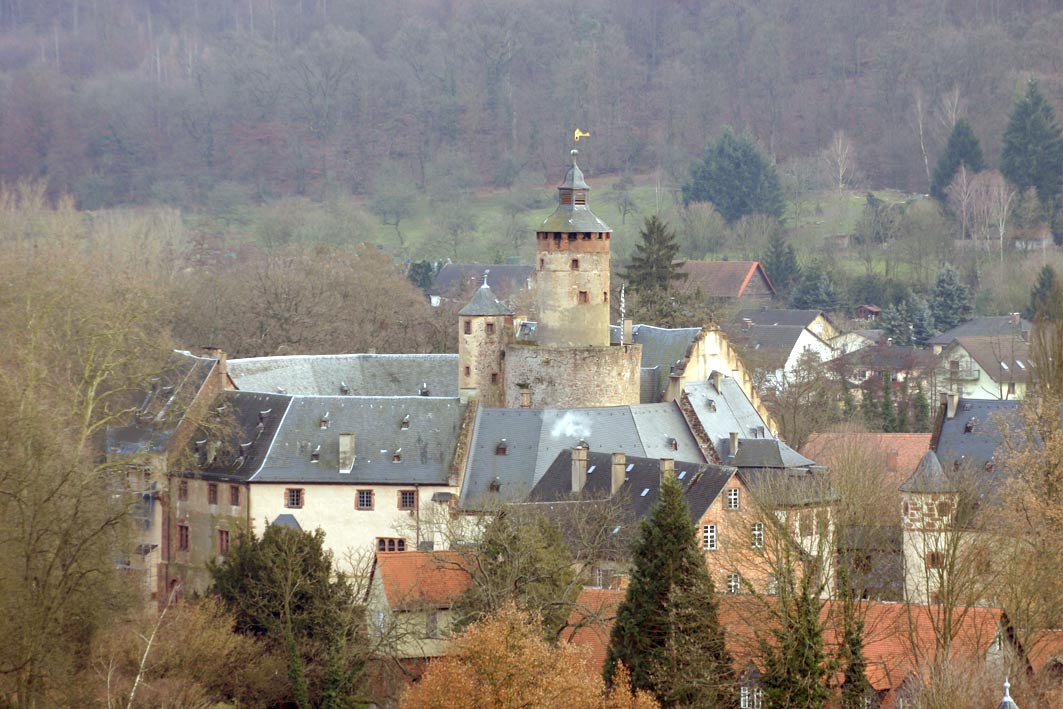

## Достопримечательности
- Замок Бюдинген[нем.]

## Города-побратимы
- Брунталь (чеш. Bruntál), Чехия
- Жистел (фр. Gistel), Бельгия
- Лудеак (фр. Loudéac), Франция, с 1983[2]
- Тинзли-Парк (англ. Tinsley Park), Иллинойс, США
- Херцберг (нем. Herzberg (Elster)), Германия